# Pfalz-Flugzeugwerke
Pfalz-Flugzeugwerke GmbH – niemieckie zakłady lotnicze funkcjonujące w latach 1913–1918. W 1997 r. działalność została wznowiona pod nazwą PFW, obecnie firma działa jako PFW Aerospace GmbH.

## Historia
Zakład powstał 3 czerwca 1913 r. w Speyer. Inwestorami byli bracia Eversbusch – Alfred i Ernst, szwagier Ernsta – Willy Sabersky-Müssigbrodt, niespokrewnieni z nimi Richard, Eugen oraz August Kahn. Pierwotnie produkowała na licencji francuskie samoloty Morane-Saulnier L pod oznaczeniem Pfalz A.I i A.II oraz Morane-Saulnier H pod oznaczeniem Pfalz E.I i E.II.
Wybuch I wojny światowej wpłynął na rozwój zakładów, które rozpoczęły produkcję na rzecz Luftstreitkräfte. Początkowo zakład produkował na licencji samoloty myśliwskie LFG Roland D.I i LFG Roland D.II. Sukces Pfalzowi przyniosła własna konstrukcja myśliwca Pfalz D.III, którego zbudowano ok. 1000 egzemplarzy. Jego rozwinięciem był Pfalz D.VIII, który jednak nie dorównał poprzednikowi. Na jego bazie powstała wersja trójpłatowego myśliwca oznaczonego jako Pfalz Dr.I. Maszyna trafiła do produkcji seryjnej, ale powstała bardzo ograniczona ilość egzemplarzy. Największa liczba tych maszyn służyła w linii w kwietniu 1918 r. i było to dziewięć sztuk.
Następną konstrukcją opracowaną w zakładach Pfalz-Flugzeugwerke, również na bazie Pfalz D.III, był Pfalz D.XII. Samolot został skierowany do produkcji seryjnej, do końca wojny wyprodukowano ok. 800 egzemplarzy tej maszyny. Jeden z nich był użytkowany w Polsce przez Szkołę Pilotów w Ławicy.
Przed końcem I wojny światowej powstał jeszcze Pfalz D.XIV, który nie zdążył wejść do produkcji seryjnej. Podobny los spotkał Pfalz D.XV. Zawieszenie broni, a następnie nałożone na Niemcy ograniczenia traktatowe spowodowały zakończenie działalności zakładów.
Firma zaczynała działalność zatrudniając 10 pracowników. W momencie kończenia działalności w październiku 1918 r. zatrudnienie wynosiło ok. 2600 osób. W 1914 r. wyprodukowano 14 samolotów, w 1915 było to 94, w 1916 fabrykę opuściło 207 maszyn. Ogromny wzrost produkcji nastąpił w 1917 r. kiedy to zakłady opuściło 793 samolotów. W 1918 r., do zakończenia działań wojennych, Pfalz wyprodukował 1854 samolotów.
1 stycznia 1997 r. powstała spółka Pfalz-Flugzeugwerke GmbH, kontynuująca tradycje lotnicze poprzednika. Zajmuje się specjalistyczną produkcją podzespołów dla samolotów odrzutowych. W 2011 r. Airbus przejął 74,9% firmy, wówczas powstała firma PFW Aerospace GmbH. W 2023 r. spółka zatrudniała ok. 1450 pracowników i była największą firmą branży lotniczej w Nadrenii-Palatynacie.

## Galeria

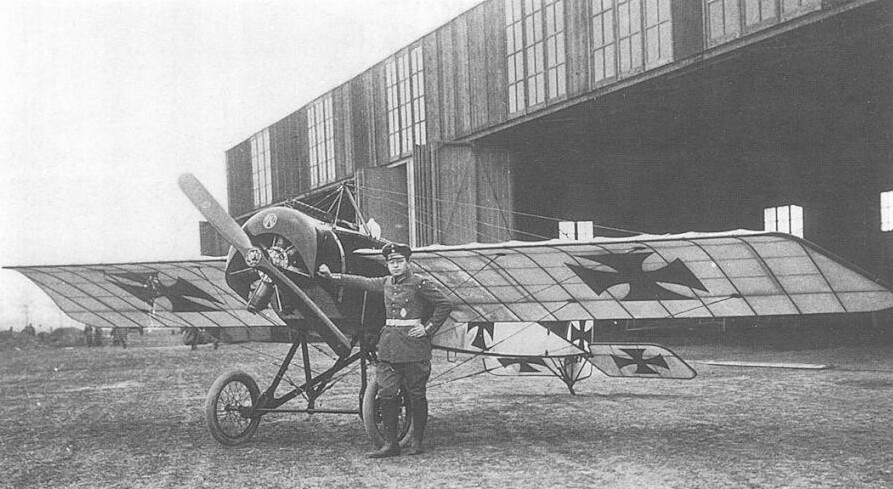
Pfalz E.II
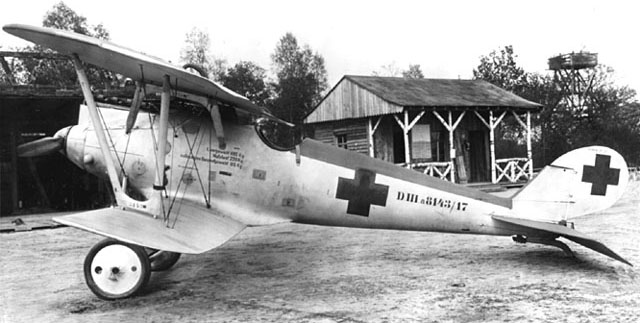
Pfalz D.III
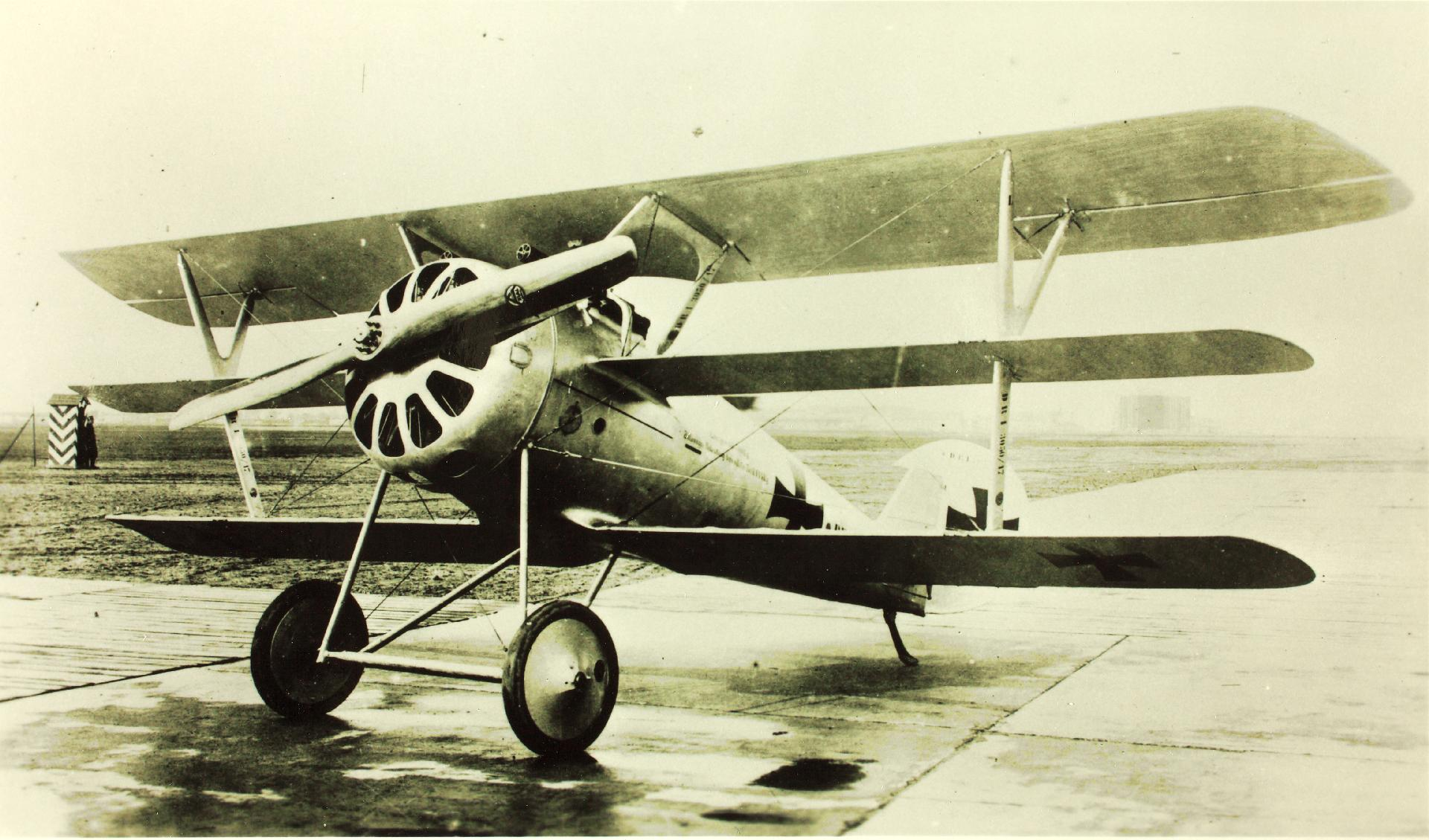
Pfalz Dr. I
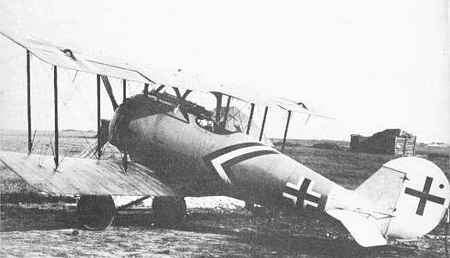
Pfalz D.VIII
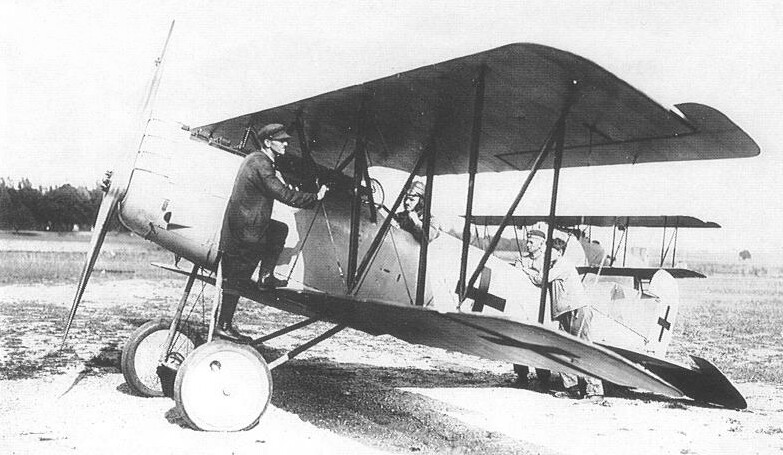
Pfalz D.XII
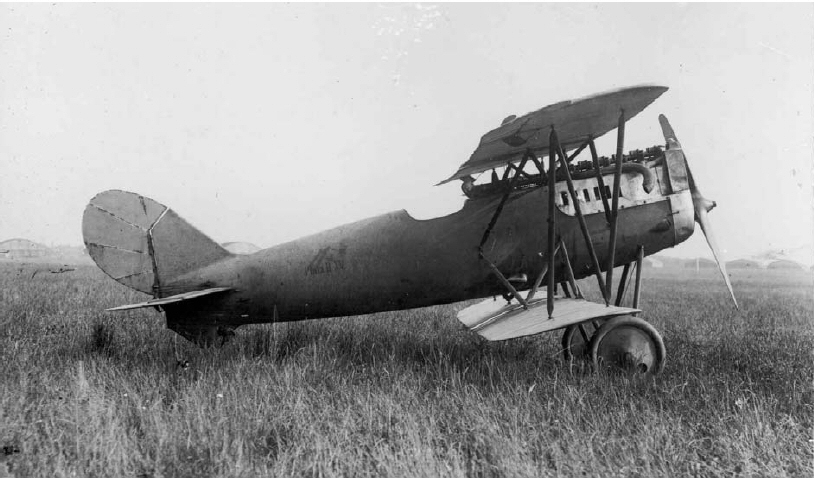
Pfalz D.XV